# Ел Гвикуме (Аматепек)
Ел Гвикуме (шп. El Güicume) насеље је у Мексику у савезној држави Мексико у општини Аматепек. Насеље се налази на надморској висини од 816 м.

## Становништво
Према подацима из 2010. године у насељу је живело 5 становника.

### Хронологија
| Година       | 2000        | 2005      | 2010 |
| ------------ | ----------- | --------- | ---- |
| Становништво | 17 (10 / 7) | 7 (4 / 3) | 5    |

### Попис
| # | Индикатор                     | Вредност |
| - | ----------------------------- | -------- |
| 1 | Укупно домаћинстава           | 6        |
| 2 | Укупно насељених домаћинстава | 2        |
| 3 | Величина локације             | 1        |